# Sorghum × drummondii
El pasto sudán o Sudan grass (técnicamente Sorghum × drummondii (Steud.) Millsp. & Chase)) es  una especie del género Sorghum de la familia de las gramíneas (Poaceae). Un sinónimo, hoy en desuso, de esta especie es Sorghum vulgare var. sudanense.
- Nota: la imagen del pasto Sudán en realidad es de Sorghum durra, se coloca para ilustrar ya que es muy similar al Sudán, así como ocurre con Sorghum halepense.

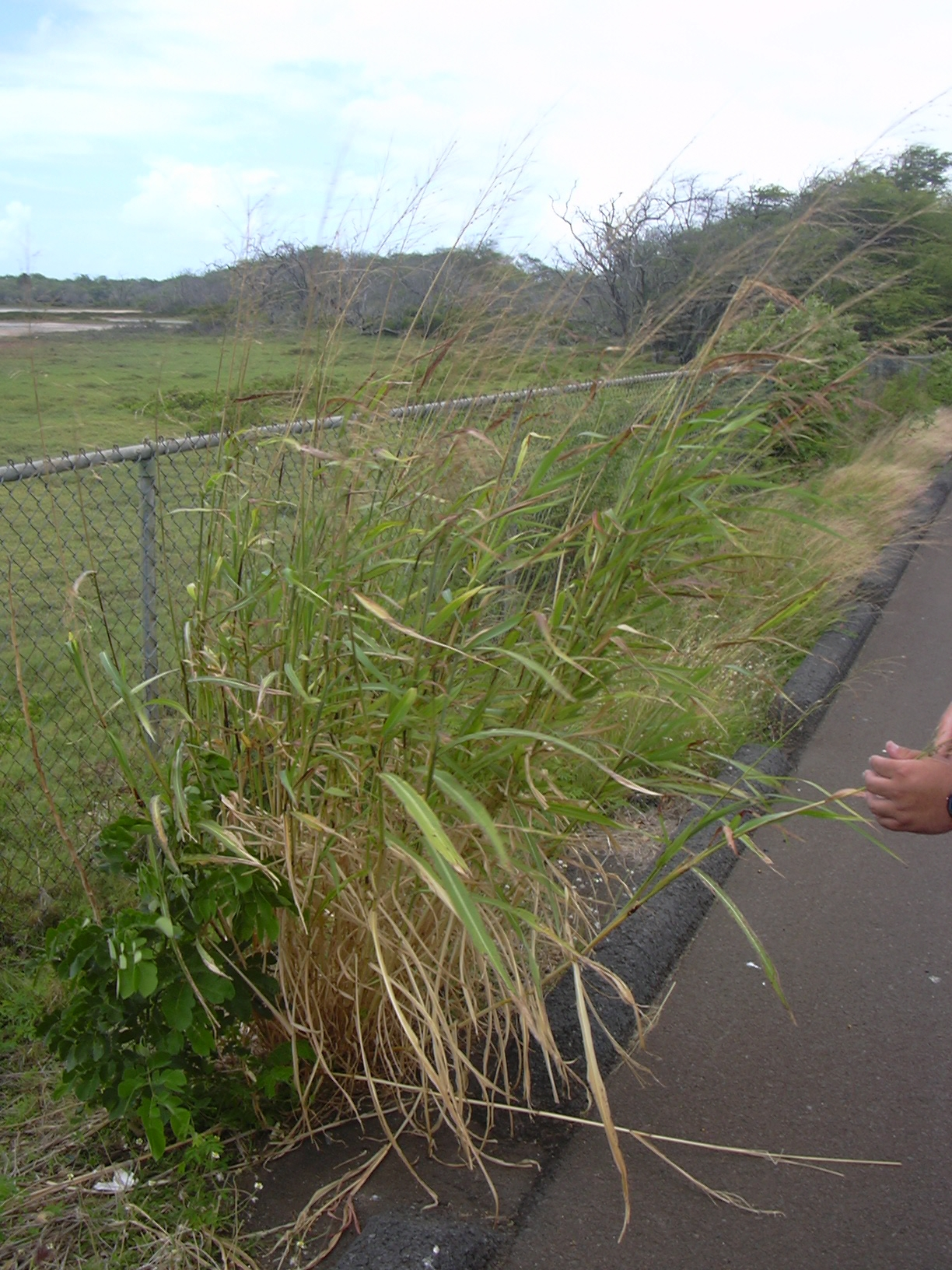
Sorgo de Alepo.

## Origen y dispersión geográfica
El pasto Sudán es una forma segregada de una hibridación natural entre Sorghum bicolor (L.) Moench y Sorghum arundinaceum (Desv.) Stapf. Las combinaciones híbridas dieron otras 'especies' que son inestables, y  revierten en uno u otro de sus padres. Taxonómicamente se incluyen en el binomial Sorghum x drummondii. El híbrido originado lo fue en el sur de Egipto: Sudán. Fue introducido a América a principios del s. XX (en EE. UU. en 1909) y se hizo rápidamente popular como forraje. Muy usado en Rusia y Europa oriental. Es comúnmente usado como padre de híbridos interespecíficos F1, donde S. bicolor es el otro padre.

## Descripción
Es una gramínea anual con tallos finos erectos de hasta 3,5 m de altura, 3 a 9 mm de espesor. Hojas lanceoladas, de 3 a 6 dm x 8 a 15 mm. Inflorescencias en panículas abiertos piramidales con ramas secundarias y a veces  terciarias finalizando en racimos cortos y frágiles, que no fácilmente se abren a madurez; flores de a pares, sésiles, de 6 a 7 mm de long.; glumas que desprenden pelos, quedando sin ellos cuando maduran; lemma superior con una estípula de 16 mm de long. Cariopse variable, encastrado por las glumas. 
Una proporción de los muchos 'cultivares' que se comercializan mundialmente como "Sudan grass" son, en realidad, híbridos con otras especies. Hay pocos cultivares disponibles de Sorghum x drummondii, pero muchísimas de polinización libre  e híbridos F1. Ejemplos:: 'Tift' (Sudan grass x 'Leoti' sorgo dulce) x Sudan grass; 'Piper' ('Tift' x Sudan grass); 'Greenleaf' ('Leoti' sorgo dulce x Sudan grass); 'Lahoma' (Sudan grass x 'Leoti' s. dulce); 'Sucro'(perenne) (S. x almum x Sudan grass dulce, perenne); 'Sudax'(F1) (Sorgo granífero macho estéril x Sudan grass); 'Zulu'(F1) (Sorgo granífero macho estéril x 'Greenleaf') (ver + arriba); 'Bantu'(F1) (Sorgo granífero macho estéril x 'Piper') (Hacker 1992).

## Ecología
El pasto Sudán se establece en clima cálido y baja humedad, con promedios anuales de lluvias entre 500 a 900 mm. No se adapta a clima tropical, es sensible a heladas. Es intolerante a suelo inundable. Tolera razonablemente la salinidad. La floración tiene un extenso fotoperiodo sensible, y en los trópicos nunca interrumpe su floración.

## Propiedades
Las concentraciones de nitrógeno pueden llegar a más de 3 %, subiendo al maturar. Las hojas tiernas pueden alcanzar el 75 % de materia seca digestible, las más viejas 50 a 60% digestibles y las panículas solo 30 a 50%. Los mutantes pardos reducen las concentraciones de N, hemicelulosa, y aumenta la  digestibilidad (Hacker 1992, Fribourg 2000). Tiene 90  120 semillas/g

## Híbridos del Sudán grass

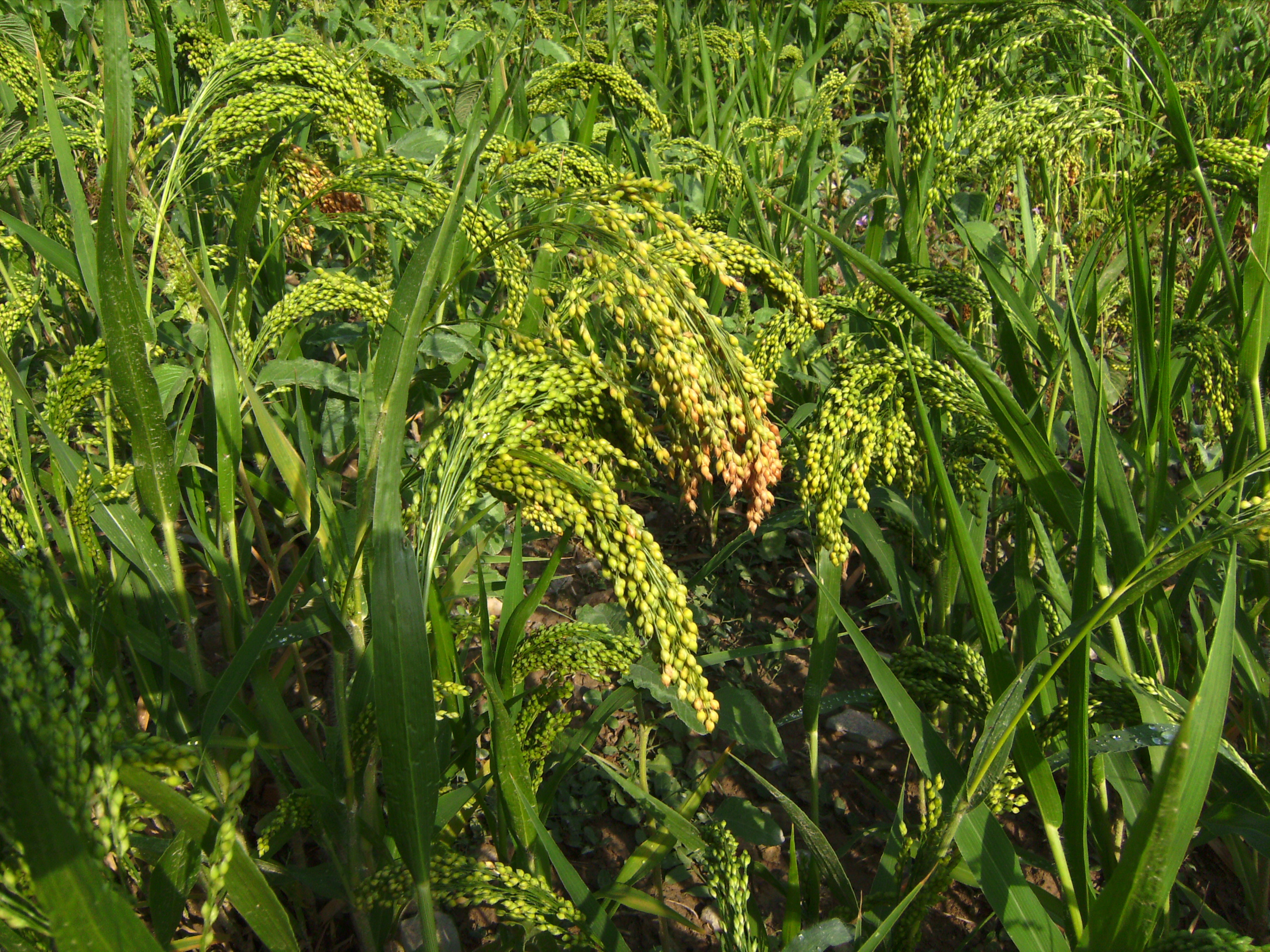
Sudán hierba (Sorghum × drummondii)con semillas maduras, Castelltallat, Cataluña

Los híbridos Sorghum x Sudán grass dan una solución a la producción de forraje en situaciones de emergencia. Son forrajes de verano, donde la mayoría de las spp. forrajeras son de estaciones frescas. De por sí los Sorghums son resistentes a sequía, por su eficiencia en absorber agua debido a su extenso y rápido desarrollo de su sistema radicular; el doble de raíces que el maíz y la mitad de su área foliar para evaporación. Su requerimiento hídrico es similar a maíz, pero desarrolla mecanismos de dormancia en extensos períodos de sequía. Y el crecimiento interrumpido se interrumpe ante lluvias.
La productividad del híbrido Sorgo-Sudan grass es ligeramente menor al del maíz cuando se cosecha para silaje, pero cuenta con la ventaja de poderse cortar 2 a 3 veces en la estación de crecimiento, pudiendo ser ensilado, enrollado, o pastoreadp. El silaje de maíz produce más t/ha pero debe cosecharse en verano con cosechadora especializada en forraje. El híbrido Sorghum x sudśn grass dr cosecha se corta con una segadora común. La disponibilidad de lluvias y de equipo debe conjugarse para decidir la siembra entre Sorghum x Sudan grass y otras forrajeras anuales de verano.

## Tipos de spp. de forrajeras: sorgo, sudán grass e híbridos inter e intraespecíficos

### Sorgo
Existen spp., variedades e híbridos con tallos de savia dulce. Producen menos que la sp. Sudán grass y sus híbridos  con sorgo, y tienen pobre rebrote. Fueron seleccionados para un solo corte. Un híbrido de sorgo deberá cortarse en el estadio de "grano lechoso" para el máximo de producción de forraje.

### Sudán grass
Tiene un tallo más fino, y más hojosos con rápido rebrote. Es ideal para pastoreo o múltiples cortes. Si se efectúa un solo corte, rinde menos que el sorgo.  La calidad del forraje es mayor por su contenido menor de fibra si se corta frecuentemente.

### Otros nombres vulgares
El pasto Sudán también se conoce como Sudán grass, hierba del Sudán y sorgo del Sudán. En Filipinas, como batag (Tagalog), bukakau (Ilokano), layagah (Sulu) y en Tailandia como ya-sudan.

## Híbridos Sorgo x Sudán grass
Tienen más grandes tallos y menos área foliar que el Sudán.
Las spp. del género Sorghum tienen durrina, un glucósido que se descompone para formar ácido hidrociánico oconocido como ácido prúsico.  Interrupciones bruscas del crecimiento por helada, sequía o corte, genera ácido prúsico dentro de la planta a rápida tasa. Niveles altos del tóxico pueden ser letales al ganado. La producción del ácido luego desciende, se elimina el exceso en dos semanas, por lo que el material dentro del heno o del silo es seguro de usar.

## Siembra
Esta sp. de estación cálida debe plantarse con suelo tibio, a más de 12 °C, con 15 kg/ha a 2 a 4 cm de profundidad,  a 15-50 cm entre surcos. Crece como cltivo puro, pero puede sembrarse con las leguminosas Glycine o Vigna. 

## Riego
Responde bien al riego en clima seco.

## Fertilización y pH del suelo
Son las mismas que para cualquier Gro. de sorgo, 100-150 kg/ha de N y 100 a 250 kg/ha de superfosfato, a siembra. Después de cada corte, 50 kg/ha de N. Los Sorghum x Sudan grass crecen en una amplia gama de pH: óptimo 5,5 a 7,5

## Control de malezas
Con buen stand de plantas, las condiciones de competencia entre spp. deben chequearse habitualmente. Generalmente no usan herbicidas en los híbridos.

## Enfermedades y pestes
Los cultivares difieren en resistencia a enfermedades fúngicas de la hoja. Son más susceptibles en condiciones de alta humedad y lluvias. Muchas especies de insectos y nemátodos atacan al sudan grass. Bacterias como Puccinia purpurea infectan los Sorghum (Fribourg 2000). Debe manejarse bien el forraje para no tener problemas con el desarrollo de hongos de la ergotina (Claviceps sp.). Cuanto antes se corten de floración, menos hongos en los animales que buscan alimento  (Lucy 2000).